# Шахматна олимпиада 1962
Шахматна олимпиада 1962 е 15-ата шахматна олимпиада. Провежда се в курорта Златни пясъци, Варна от 15 септември до 10 октомври 1962 г.
За първи път в историята на турнира в него играе 2-ри отбор от държава-участник – от България (като страна-домакин), във финал C.
Съветският отбор от 6 гросмайстори, водени от световния шампион Ботвиник, оправдава очакванията и печели отново (за 6-и пореден път) златните медали, а отборите на Югославия и Аржентина взимат съответно сребърните и бронзовите.

## Предварителни групи
Общо 37 национални отбора участват в турнира, разделени в 4 предварителни групи с от 8 до 10 отбора всяка. Челната тройка от всяка група се класира за най-силната финална група А, отборите от 4-то до 6-о място попадат в група B, а останалите формират най-слабата C група, като към тях се присъединява националният Б отбор на България, играещ без класиране в турнира.
Във всички предварителни групи и финалните A и B групи се играе по кръговата система, а във финалната C група с 14 отбора се играят 11 кръга по швейцарската система.
Съветският съюз заема 1-во място в Първа група с 27,5 точки, доста по-напред от германските 2 отбора: Източна Германия води с половин точка пред Западна Германия, съответно с 21,5 и 20 т. Във Втора група начело са Съединените щати с 24 т., а България и Румъния делят 2-ро място с по 20 точки. Югославия е първенецът на Трета група с 27,5 т., следвана е от Нидерландия, Чехословакия, Полша - всички с по 25 точки, но Полша се класира за Финал B. Четвърта група е оглавена от Аржентина (29,5 точки), после са Унгария и Австрия, съответно с 28 и 21 т.

## Финални групи
A група
| №  | Страна       | Играчи                                                                                                 | Точки |
| -- | ------------ | --- | ----- |
| 1  | СССР         | Михаил Ботвиник, Тигран Петросян, Борис Спаски, Паул Керес, Ефим Гелер, Михаил Тал                     | 31½   |
| 2  | Югославия    | Светозар Глигорич, Петар Трифунович, Александар Матанович, Борислав Ивков, Бруно Парма, Драголюб Минич | 28    |
| 3  | Аржентина    | Мигел Найдорф, Хулио Болбочан, Оскар Пано, Раул Сангинети, Ектор Росето, Алберто Фогелман              | 26    |
| 4  | САЩ          | Боби Фишер, Пал Бенкьо, Лари Еванс, Робърт Бърн, Доналд Бърн, Едмар Меднис                             | 25    |
| 5  | Унгария      | Лайош Портиш, Ласло Сабо, Ищван Биилек, Гедеон Барца, Левенте Лендел, Карой Хонфи                      | 23    |
| 6  | България     | Никола Пъдевски, Георги Трингов, Николай Минев, Атанас Коларов, Здравко Милев, Любен Попов             | 21½   |
| 7  | ФРГ          | Вольфганг Унцикер, Клаус Дарга, Лотар Шмид, Паул Трьогер, Ханс-Йоахим Хехт, Дитер Морлок               | 21    |
| 8  | ГДР          | Волфганг Улман, Волфганг Пич, Буркхард Малих, Лотар Цин, Райнхарт Фукс, Хайнц Либерт                   | 20½   |
| 9  | Румъния      | Виктор Чокълтя, Теодор Гицеску, Флорин Георгиу, Бела Соос, Корвин Радовичи, Александър Гюнсбергер      | 20½   |
| 10 | Чехословакия | Мирослав Филип, Людек Пахман, Властимил Хорт, Иржи Фихтъл, Франтишек Блатни, Индржих Трапъл            | 18½   |
| 11 | Нидерландия  | Макс Еве, Иоханес (Ян) Донер, Ханс Бауместер, Кристиан Лангевег, Лодевейк Принс, Хайе Крамер           | 18    |
| 12 | Австрия      | Карл Робач, Андреас Дюкштейн, Алфред Бени, Антон Грагер, Антон Кинцел, Йозеф Локвенц                   | 10½   |
B група
- 13.  Испания (26½)
- 14.  Англия (26½)
- 15.  Израел (25)
- 16.  Куба (22½)
- 17.  Швеция (22½)
- 18.  Полша (22½)
- 19.  Белгия (22)
- 20.  Финландия (20½)
- 21.  Монголия (20)
- 22.  Швейцария (20)
- 23.  Исландия (19)
- 24.  Дания (17)

C група
- 25.  Норвегия 32½)
- –  България Б (29½)
- 26.  Албания (28½)
- 27.  Тунис (28½)
- 28.  Индия (26½)
- 29.  Иран (25)
- 30.  Франция (23½)
- 31.  Пуерто Рико (22½)
- 32.  Уругвай (22)
- 33.  Гърция (18½)
- 34.  Люксембург (18)
- 35.  Турция (17)
- 36.  Ирландия (14½)
- 37.  Кипър (1½)

## Лични резултати
Най-добри лични резултати:
- Първа дъска: Фридрик Олафсон (Исландия) – 14 от 18
- Втора дъска: Тигран Петросян (СССР) – 10 от 12
- Трета дъска: Борис Спаски (СССР) – 11 от 14
- Четвърта дъска:
  - Борислав Ивков (Югославия) – 13½ от 16
  - Раул Сангинети (Аржентина) – 13½ от 16
- Първа резерва: Ефим Гелер (СССР) – 10½ от 12
- Втора резерва: Михаил Тал (СССР) – 10 от 13

Милтън Йоанидис (Кипър) губи всичките си 20 мача, което е най-лошият резултат изобщо на всички играчи на всички олимпиади.